# Tenesmus vesicae
Tenesmus vesicae (Syn.: Blasenkrampf, schmerzhafter Harnzwang bzw. Harndrang) bezeichnet einen dauerhaften Blasenschmerz, der zu nur geringer Harnentleerung führt.
Er kann vorkommen bei:
- Harnwegsinfektionen, wie z. B. Zystitis
- Prostataerkrankung
- Quecksilbervergiftungen